# Facundo Torres
Facundo Daniel Torres Pérez (Montevidéu, 13 de abril de 2000) é um futebolista profissional uruguaio que atua como meia-atacante ou ponta pelo Palmeiras e pela Seleção Uruguaia.
Torres já jogou pelo Peñarol, onde conquistou o título da Primera División uruguaia de 2021.

## Infância
Torres nasceu no bairro Colón Centro y Noroeste de Montevidéu, mas cresceu em La Paz, Canelones. Aos quatro anos de idade, Torres participou de seu primeiro treino de futebol com seu primo Joaquín no Juventud River de La Paz, mas demonstrou pouco interesse e, em vez disso, sentou-se no meio do campo e brincou com terra. Mais tarde, seu pai o levou para o La Paz Wanderers, onde ele gostava de jogar com os amigos antes de passar um ano no Defensor Sporting. Aos 10 anos de idade, foi selecionado para jogar a final do Campeonato Nacional para representar a liga regional sul em Melo, onde foi observado pelo Peñarol e convidado a se juntar à sua academia.
Treinado por Robert Lima, Facundo continuou a ser acelerado através das faixas etárias e, em 2014, ajudou o Peñarol a conquistar um título nacional sub-15. Em fevereiro de 2016, ele foi convidado para treinar com a equipe profissional principal pela primeira vez, aos 15 anos.

## Carreira no clube

### Peñarol
Torres foi nomeado para um time sênior pela primeira vez em 7 de junho de 2018, como substituto não utilizado contra o Defensor Sporting. Movendo-se entre o primeiro time e as reservas sob Leonardo Ramos e Diego López, sem nunca estrear, Torres recebeu sua estreia no time profissional de Diego Forlán em 16 de agosto de 2020 em uma vitória por 2 a 0 na Primera División contra o Boston River. Ele fez sua estreia continental na fase de grupos da Copa Libertadores de 2020, sendo titular em todos os quatro jogos restantes e marcando uma vez na vitória por 3 a 0 sobre o Colo-Colo, do Chile. Em sua temporada de estreia, Torres fez 34 aparições e marcou 10 gols em todas as competições.
Torres marcou quatro gols durante a corrida do Peñarol para as semifinais da Copa Sul-Americana de 2021 antes de ser eliminado pelo eventual vencedor Athletico Paranaense.

### Orlando City
Em 24 de janeiro, Torres assinou com o Orlando City, clube da Major League Soccer, um contrato de quatro anos como Jogador Jovem Designado, com opção de um quinto. Ele se juntou ao clube por uma taxa recorde de US$ 9 milhões. Torres estreou no dia 11 de fevereiro pelo Orlando em um amistoso de pré-temporada com o Colorado Rapids, resultando em um empate por 1 a 1. Em 19 de março, Torres marcou seu primeiro gol pelo clube na vitória por 1 a 0 sobre o LA Galaxy.
Com quatro gols, Torres foi o maior artilheiro da competição. Em sua primeira temporada no clube, Orlando ficou em 7º lugar na Conferência Leste, garantindo a entrada do clube nos play-offs. Orlando foi eliminado pelo CF Montréal na primeira rodada, com uma derrota por 2 a 0. Torres marcou nove gols na temporada regular e deu assistências para outros 10, empatando em segundo lugar na classificação geral em contribuições de gols em uma temporada regular para o clube com Kevin Molino e Kaká, e atrás de Nani. No geral, Torres fez 40 jogos pelo Orlando, marcou 13 gols e deu 12 assistências em todas as competições.
Na temporada seguinte, devido ao Orlando City ter vencido a US Open Cup no ano anterior, o clube se classificou para a Liga dos Campeões da CONCACAF de 2023, a primeira vez do time na competição. Orlando foi eliminado na primeira rodada pelas regras de gols fora de casa após um empate por 1 a 1 em duas partidas contra o Tigres UANL.  Na US Open Cup de 2023, o Orlando era o atual campeão, mas foi derrotado por 1 a 0 pelo Charlotte FC nas oitavas de final. Torres marcou seu primeiro gol na temporada regular pelo clube na vitória por 3 a 0 sobre o New York Red Bulls em 3 de junho.
No total, Torres marcou 14 gols em 39 jogos em todas as competições, ficando em segundo lugar no time, atrás do novato Duncan McGuire. No entanto, com mais cinco assistências, as 19 contribuições de Torres para gols lideraram a equipe.
Em 10 de janeiro, foi anunciado que Torres havia assinado uma extensão de contrato com o clube até 2026, com opções de extensão em 2027 e 2028. Em 21 de fevereiro, Torres abriu a temporada de 2024 com uma dobradinha contra o Cavalry FC na primeira partida da Copa dos Campeões da CONCACAF de 2024, ajudando a garantir uma vitória por 3 a 0. Torres terminou como o artilheiro do clube na Copa dos Campeões da CONCACAF de 2024, depois de ter sido eliminado por 4 a 2 no total na segunda mão das oitavas de final pelo Tigres UANL, com três gols marcados. Em 22 de junho, Torres marcou dois gols na vitória por 4 a 2 sobre o Chicago Fire em sua 100ª partida pelo clube em todas as competições. Em 28 de setembro, Torres marcou o terceiro gol da vitória por 3 a 1 no FC Dallas, permitindo-lhe empatar com Cyle Larin no maior número de gols pelo clube em todas as competições, com 44. No total, Torres marcou 20 gols em 44 jogos em todas as competições, o maior número na história do clube, e também deu nove assistências para gols, totalizando 29 contribuições para gols, outro recorde do clube.

### Palmeiras

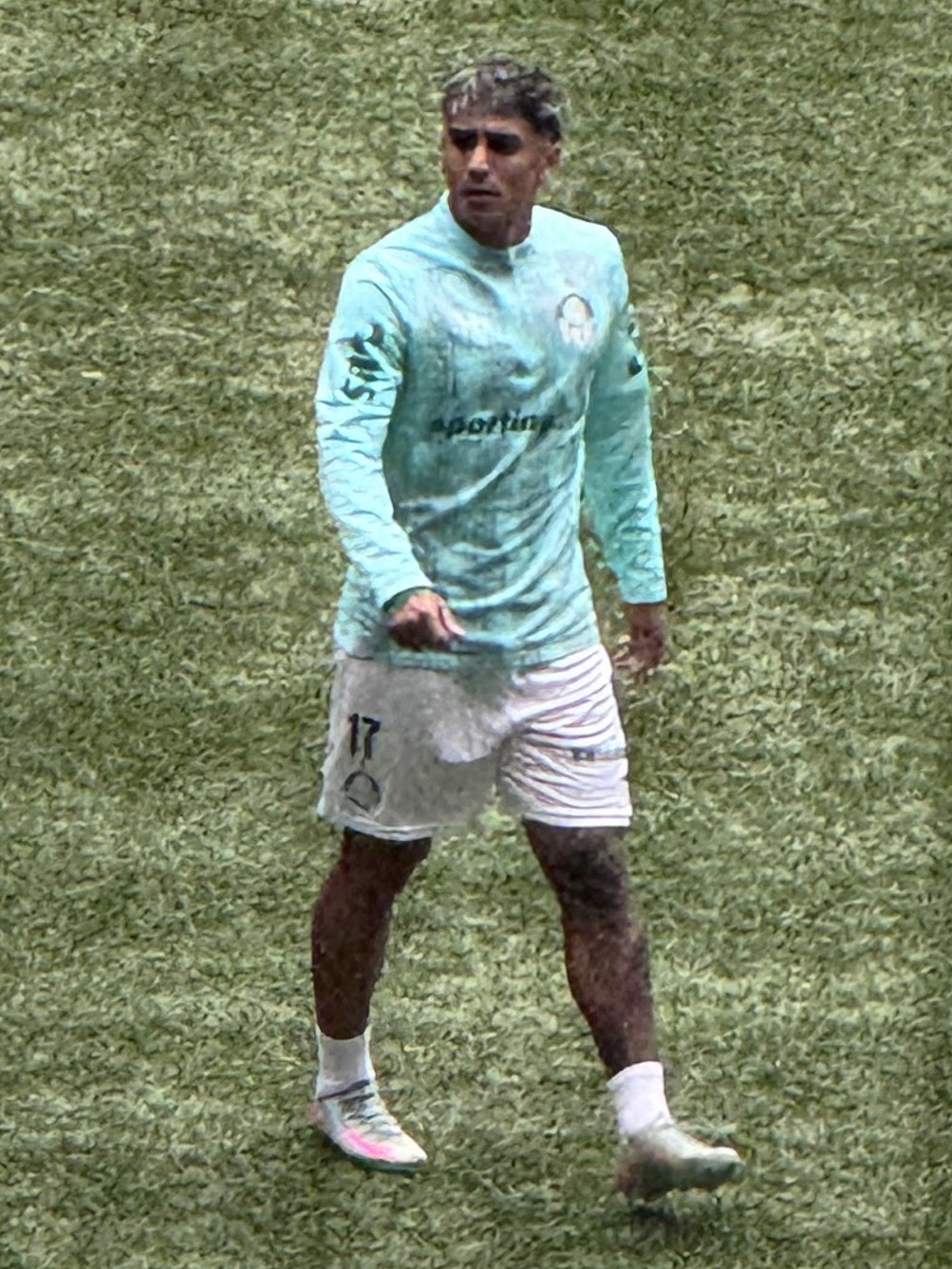
Torres, com o Palmeiras, em 2025

Em dezembro de 2024, o Palmeiras anunciou a contratação de Facundo Torres para a temporada de 2025. O clube paulista desembolsou cerca de doze milhões de dólares fixos (R$ 71,9 milhões) e com valores em bônus ainda não divulgados. Torres assinou um contrato válido até o fim de 2029. Foi apresentado em 14 de janeiro de 2025, recebendo a camisa de número dezessete. Fez sua estreia quatro dias depois, num empate por 1–1 contra o Noroeste pelo Campeonato Paulista. Seu primeiro gol pelo Alviverde foi em 25 de janeiro, em uma derrota por 1–2 frente ao Novorizontino, também pelo Campeonato Paulista.

## Seleção

### Juventude
Torres representou o Uruguai nas categorias de base da seleção sub-15, sub-17 e sub-20. Ele fez parte da seleção do Uruguai no Campeonato Sul-Americano Sub-15 de 2015 e marcou cinco gols em cinco jogos, o terceiro maior número atrás dos brasileiros Vitinho e Vinícius Júnior, já que o Uruguai terminou em segundo lugar atrás do Brasil. Ele é o maior artilheiro de todos os tempos do Uruguai sub-17 e competiu no Campeonato Sul-Americano Sub-17 de 2017.

### Principal
Em 5 de março de 2021, Torres recebeu sua primeira convocação para a seleção principal do Uruguai como parte de um elenco preliminar de 35 jogadores para as partidas de qualificação para a Copa do Mundo FIFA de 2022 contra Argentina e Bolívia. No entanto, a CONMEBOL suspendeu essas partidas no dia seguinte devido à preocupação com a pandemia de COVID-19. Ele fez sua estreia internacional sênior em 3 de junho, em uma partida pelas eliminatórias da Copa do Mundo contra o Paraguai, como substituto de Jonathan Rodríguez aos 66 minutos, quando o Uruguai empatou em 0 a 0. Ele fez sua primeira partida como titular cinco dias depois, em outro empate sem gols nas eliminatórias contra a Venezuela. Em junho, Torres também foi convocado para a seleção para a Copa América de 2021 e atuou em todos os cinco jogos como reserva.
Em novembro de 2022, Torres foi nomeado para o elenco final de 26 jogadores para a Copa do Mundo FIFA de 2022. Ele foi um substituto não utilizado em todos os três jogos, já que o Uruguai foi eliminado na fase de grupos.
Em 20 de junho de 2023, Torres marcou seu primeiro gol internacional em uma vitória amistosa por 2 a 0 sobre Cuba. Em 4 de setembro, Torres foi convocado para a seleção para as partidas das eliminatórias da Copa do Mundo FIFA de 2026 contra Chile e Equador. Ele fez sua estreia na campanha como substituto de Maximiliano Araújo contra o Equador aos 70 minutos em uma derrota por 2 a 1 e também apareceu como substituto aos 77 minutos de Facundo Pellistri em uma vitória por 3 a 0 sobre a Bolívia.
Em 3 de setembro, Torres foi convocado para as partidas das eliminatórias da Copa do Mundo FIFA de 2026 contra Paraguai e Venezuela. Torres entrou como substituto de Brian Rodríguez aos 80 minutos contra o Paraguai e novamente por Rodríguez contra a Venezuela como substituto aos 54 minutos, no entanto Torres seria substituído mais tarde aos 88 minutos por Nicolás Fonseca com o técnico Marcelo Bielsa explicando que fez isso porque sentiu que Torres havia tornado o time mais fraco defensivamente quando precisava ser mais forte nesse aspecto e que ele se sentiu "muito triste" por fazer isso.

## Estatísticas de carreira

### Clube
- Atualizado até 10 de setembro de 2024[1]

| Clube          | Ano            | Liga                         | Liga  | Liga | Copa nacional | Copa nacional | Continental | Continental | Outros | Outros | Total | Total |
| Clube          | Ano            | Division                     | Jogos | Gols | Jogos         | Gols          | Jogos       | Gols        | Jogos  | Gols   | Jogos | Gols  |
| -------------- | -------------- | ---------------------------- | ----- | ---- | ------------- | ------------- | ----------- | ----------- | ------ | ------ | ----- | ----- |
| Peñarol        | 2020           | Primera División Profesional | 32    | 5    | —             | —             | 6           | 1           | —      | —      | 38    | 6     |
| Peñarol        | 2021           | Primera División Profesional | 19    | 5    | —             | —             | 13          | 4           | 1      | 1      | 33    | 10    |
| Peñarol        | Total          | Total                        | 51    | 10   | 0             | 0             | 19          | 5           | 1      | 1      | 71    | 16    |
| Orlando City   | 2022           | Major League Soccer          | 33    | 9    | 6             | 4             | —           | —           | 1      | 0      | 40    | 13    |
| Orlando City   | 2023           | Major League Soccer          | 30    | 14   | 1             | 0             | 2           | 0           | 6      | 0      | 39    | 14    |
| Orlando City   | 2024           | Major League Soccer          | 31    | 14   | —             | —             | 4           | 3           | 8      | 3      | 44    | 20    |
| Orlando City   | Total          | Total                        | 95    | 37   | 7             | 4             | 6           | 3           | 15     | 3      | 123   | 47    |
| Carreira total | Carreira total | Carreira total               | 146   | 47   | 7             | 4             | 25          | 8           | 16     | 4      | 193   | 63    |

### Internacional
| Seleção nacional | Ano   | Jogos | Gols |
| ---------------- | ----- | ----- | ---- |
| Uruguai          | 2021  | 10    | 0    |
| Uruguai          | 2022  | 0     | 0    |
| Uruguai          | 2023  | 5     | 1    |
| Uruguai          | 2024  | 4     | 0    |
| Total            | Total | 19    | 1    |

## Honras
Penarol
- Primera División Uruguaia: 2021[45]

Cidade de Orlando
- Copa US Open: 2022 [46]

Individual
- Seleção do Ano da Primera División do Uruguai: 2020,[47] 2021[48]